# Cantonul Le Kremlin-Bicêtre
Cantonul Le Kremlin-Bicêtre este un canton din arondismentul L'Haÿ-les-Roses, departamentul Val-de-Marne, regiunea Île-de-France, Franța.

## Comune
| Comune             | Populație (1999) | Cod poștal | Cod INSEE |
| ------------------ | ---------------- | ---------- | --------- |
| Gentilly           | 16 118           | 94 250     | 94 037    |
| Le Kremlin-Bicêtre | 23 724           | 94 270     | 94 043    |